# St. Paul, Oregon
St. Paul är en ort i Marion County i delstaten Oregon, USA.